# Річард Наджент, I граф Вестміт

Герб графів Вестміт.

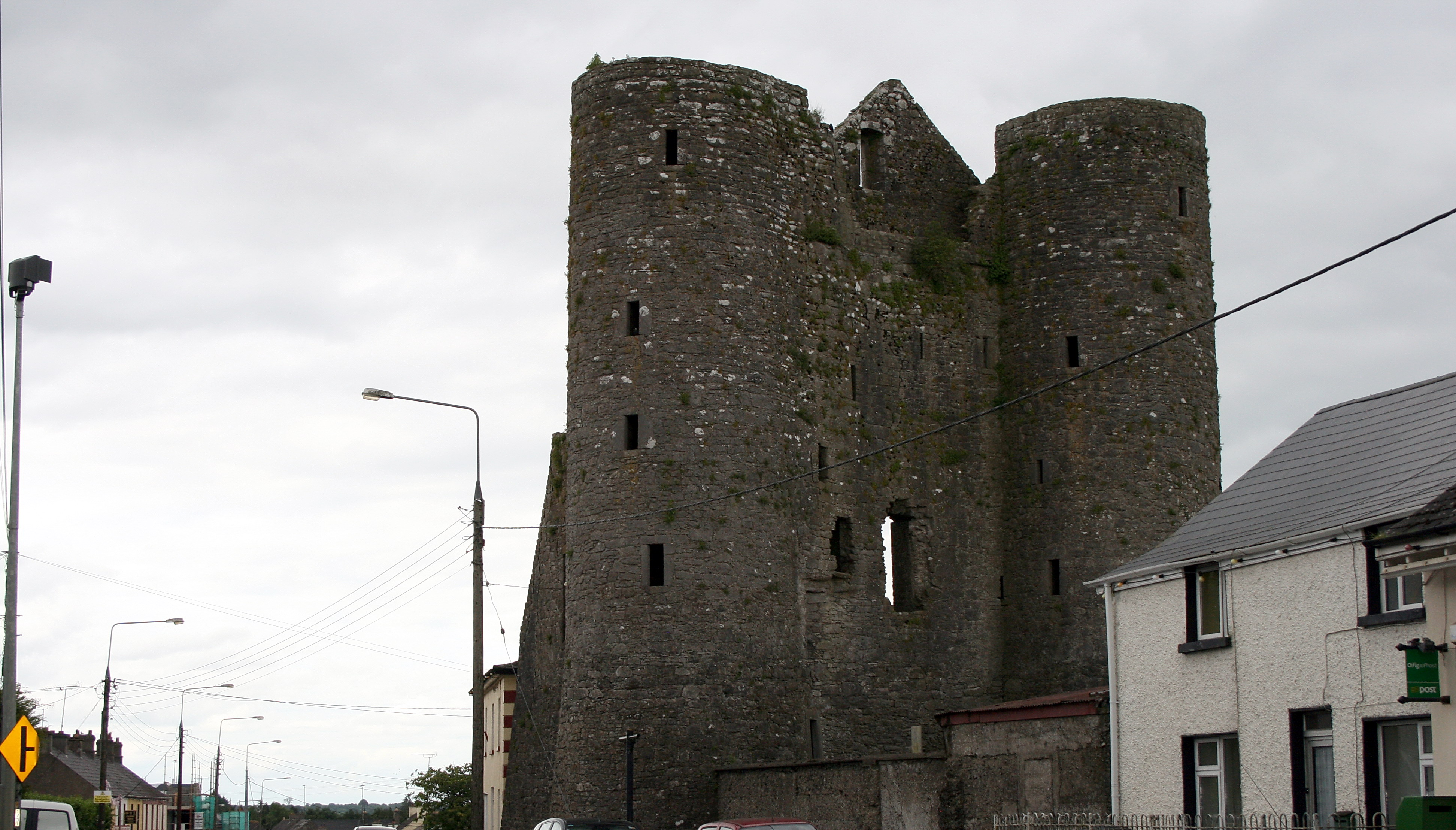
Замок Наджент.

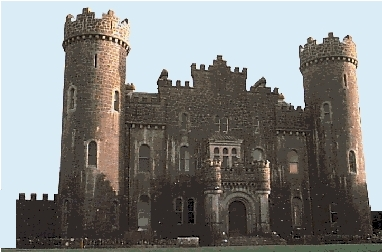
Замок Клонін (Делвін).

Річард Наджент (англ. - Richard Nugent) (1583 – 1642) – І граф Вестміт, VII барон Делвін, ірландський аристократ, політик. У 1607 році був ув’язнений після звинувачення в «державній зраді» та «змові проти корони», але незабаром був помилуваний і звільнений. Був прихильником англійської корони, хоча його постійно підозрювали в нелояльності до Англії. Належав до так званих «старих англійців» - нащадків англійських поселенців в Ірландії ХІІ століття, які змішалися з ірландцями і часто були більшими ірландцями, аніж самі ірландці, зберігали вірність католицизму як і більшість ірландців на відміну від «нових англійців», що були протестантами. Річард Наджент загинув в результаті своєї відмови підтримати повстання за незалежність Ірландії, що почалось в 1641 році.

## Життєпис
Річард Наджент був старшим сином Крістофера Наджента - VI барона Делвін та леді Мері Фіцджеральд – дочки Джеральда Фіцджеральда – ХІ графа Кілдер та його дружини Мейбл Браун – графині Кілдер. Успадкував титул барона Делвін після смерті свого батька в тюрмі в 1602 році. Корона Англії ставилась до баронів Делвін з підозрою, як і до багатьох інших ірландських аристократів. Коли Річард Наджент народився, його батько теж перебував в ув’язненні після звинувачення в «державній зраді». Річард Наджент діяв дуже обережно – він визнав владу Англії над Ірландією і постійно заявляв про свою лояльність щодо корони Англії. Його посвятили в лицарі в соборі Кріст-Черч в Дубліні в 1603 році. Підозри корони Англії щодо підтримки бароном Делвін ірландських повстанців мали свої підстави: Річард Наджент був причетний до змови результатом якої була так звана «втеча графів» - втечі за кордон багатьох ірландських аристократів після поразки постання за незалежність Ірландії в 1607 році. Річард Наджент був ув’язнений в Дублінському замку. Але слуга зумів пронести в камеру мотузку і Річард Наджент втік через вікно. Переховувася в неприступному замку Клоутер, що стояв на острові серед озера в графстві Каван. Цей замок здавна належав родині Наджент. Його втеча співпала з приїздом у Дублін ірландського ватажка сера Кахіра О’Догерті, щоб виправдатись щодо звинувачення його у підготовці повстання. Втеча барона Делвін зруйнувала довіру уряду Англії навіть до лояльних ірландських лордів та ватажків. Клан О’Догерті звинуватили в змові. У результаті цього ображений клан О’Догерті та його союзники і справді підняли повстання і спали місто Деррі. У 1608 році барон Делвін, отримавши гарантії від англійського уряду, з’явився в англійський суд і звернувся з проханням про помилування, посилаючись на свою молодість та незнання ситуації в Ірландії. Річард Наджент був молодим і красивим, що завжди цінував король Англії Джеймс (Яків) І, прихильність якого до молодих юнаків була джерелом багатьох пліток. Барон Делвін був помилуваний і здобув прихильність короля. З того часу політична кар’єра Річарда була успішною, хоча він не раз конфліктував з урядом, наприклад, щодо створення нових виборчих дільниць в Парламент у 1613 році. Свою позицію Річард Наджент мотивував тим, що уряд хоче штучно збільшити кількість депутатів-протестантів в Парламенті. Крім цього Річард виступив проти колонізації земель Оссорі англійцями в 1623 – 1624 роках, слушно вважаючи, що це лише початок більш широкого вигнання ірландців з їхніх земель і заселення цих території англійцями. У 1611 році він отримав від короля Англії землі в кількох графствах Ірландії, включно з 14 000 акрів землі в графстві Голвей біля селищ Тайнах та Кілін. Річард збудував новий замок – замок Клонін, що недалеко від старого сімейного гнізда – замку Наджент. Він став депутатом Парламенту Ірландії – палати лордів у 1613 – 1615 роках та в 1634 – 1635 роках. Він був призначений комісаром щодо питань розслідування зловживань уряду та розгляду скарг у 1633 році. Він супроводжував герцога Бекінгема – головного фаворита короля до невдалої облоги Сен-Мартен-де-Ре в 1627 році. Річарда нагородили титулом граф Вестміт у 1621 році, що теж було виявом прихильності короля. Річард лишався католиком, що викликало підозру в протестанській Англії, лояльність Річарда ставилась під сумнів, особливо після його протестів щодо колонізації Оссорі. У 1620 році Річард був залучений до переговорів про поступки католикам з боку уряду Англії, що ввійшли в історію як «Благодаті». Але в 1634 році лорд-лейтенант Ірландії Томас Вентворт – І граф Страффорд скасував всі поступки католикам. Річард в таких умовах не зміг працювати з графом Страффордом і відійшов від громадського життя та політики. Наприкінці життя він жив в замку Клонін. У 1641 році спалахнуло повстання за незалежність Ірландії. На відміну від багатьох інших ірландських аристократів, як «старих англійців» так і ватажків ірландських кланів Річард Наджент не підтримав повстанців. Але один із його синів підтримав повстанців і Річард про це знав, хоча і не схвалював. Уряд Англії наказав привезти Річарда Наджента в Дублін і направив для цього в замок Клонін військовий загін. Загін потрапив в засідку біля селища Етбой, Річарда схопили повстанці, але урядові війська знову його відбили. Біля селище Трім на загін знову напали. Під час бою Річард Наджент був серйозно поранений. На той час він вже був поважного віку, сліпий та паралізований. Він отриманих ран він помер.

## Родина
Річард Наджент був одружений з Дженет Планкетт – дочкою Крістофера Планкетта – ІХ барона Кіллін та Дженет Діллон – сестри Люка Планкетта – І барона Фінгалл. Згідно з сімейною традицією, леді Вестміт отримала прізвисько Дженні Скребок завдяки своїй ощадливості та рішучості проводити режим економії в господарстві. У них було п’ятеро синів і дві дочки.

### Діти

#### Сини
- Крістофер Наджент – барон Делвін, його син Річард успадкував титул графа Вестміт, став одним із лідерів Ірландської конфедерації, втратив все після поразки повстання, але отримав прощення від короля Англії Карла ІІ.
- Френсіс Наджент
- Джон Наджент – предок австрійських графів Наджент фон Вестміт
- Лоуренс Наджент
- Ігнатій Наджент – полковник армії Франції, пом. у 1671 році.

#### Дочки
- Бріджит Наджент
- Мері Наджент